# کریستال لیکس (اوهایو)
کریستال لیکس (به انگلیسی: Crystal Lakes) یک منطقهٔ مسکونی در ایالات متحده آمریکا است که در شهرستان کلارک، اوهایو واقع شده‌است. کریستال لیکس ۱٫۳۱ کیلومتر مربع مساحت و ۱٬۴۸۳ نفر جمعیت دارد و ۲۵۹ متر بالاتر از سطح دریا واقع شده‌است.